# Agastia

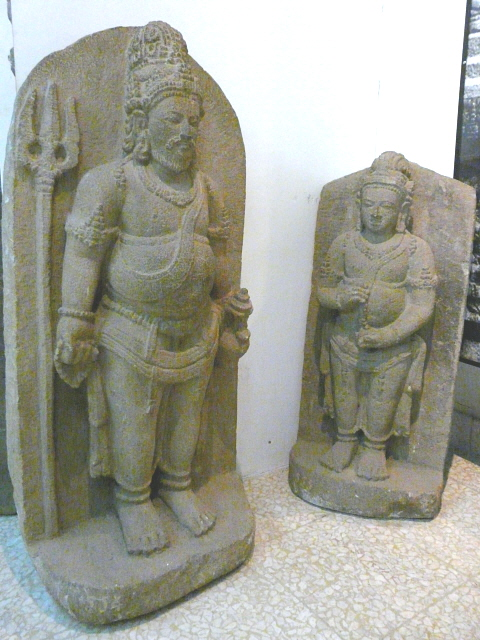
La estatua de la izquierda representa a Agastia como un sabio hinduista barbudo y barrigón. Se encuentra en el museo arqueológico de Prambanan (Java, Indonesia) y probablemente data del siglo IX. Agastia fue una de las divinidades veneradas en Chandi-Shiva, el templo principal de Prambanan.

Agasti o Agastia fue un rishi (sabio), autor de varios himnos védicos.

## Etimología
- agastya, en el sistema AITS (alfabeto internacional para la transliteración del sánscrito).[1]
- अगस्त्य, en escritura devanagari del sánscrito.[1]
- Pronunciación:
  - /agástia/ o [ə 'gəs tyə] en sánscrito[1] y en varios idiomas modernos de la India (como el hindí, el maratí o el palí);
  - /ogóstio/ en bengalí).
- Etimología: ‘el que arroja montañas’[1]
  - a-ga: ‘no-móvil’ (una montaña) y
  - asti: ‘tirador, que arroja’.[2]

Agastia es otro nombre del dios Shiva.
Recibía el nombre de Kuru Muni, ‘de baja estatura’ (siendo kuru: ‘bajo’, y muni: sabio callado).

## Autor de himnos del «Rig-veda»
A este sabio Agastia y a su clan se les atribuyen varios himnos mantras del Rig-veda (el texto más antiguo de la India, de mediados del II milenio a. C.).
También se le atribuye el Agastia-samjita.
Algunos consideran que fue el más grande de los saptarshis (los Siete Sabios).
Su esposa Lopāmudrā, creada por él, le ayudó en sus austeridades y también escribió algunos versos del Rig-veda.
El Brahmanda-purana menciona que una de las subramas de la rama Ranaiani del de Sama-veda fue iniciada por este Gótama. Sus discípulos más famosos fueron Prachina Ioguia, Shandilia, Garguia y su primo Bharad Vaya.

## Leyendas sobre Agastia
Se dice que Agasti nació sin necesidad de una madre. 
En una ocasión, los dioses Mitra y Váruna fueron a la planicie de Kuruksetra, que estaba lleno de vana-mula-kanda (‘raíces comestibles’) y flores. El lugar estaba habitado por brahmarshis, que siempre se dedicaban a realizar penitencias. Allí ambos hermanos decidieron vestirse con pieles de ciervo y participar en las tapasia (austeridades) de los sabios. Se quedaron en las cercanías de un hermoso estanque llamado Paundarik, que estaba lleno de peces de colores, tortugas, lotos y enredaderas.
De repente, apareció la apsara Urvasi junto con sus ninfas, se desnudaron e ingresaron al estanque. Cantaban maravillosamente. Su belleza era hechicera, de piel clara, con el lustre de la flor de loto recién nacida, iluminada por el sol de la mañana. Mitra y Varuna ―dedicados a la tapasia, sin comer nada excepto raíces― se sintieron atraídos. Ambos se masturbaron viendo a Urvashi y derramaron su semen en el pequeño recipiente de cerámica cocida (que Varuna utilizaba para tomar agua). Urvashi ―sin llegar a conocer a los dos jóvenes― utilizó ese recipiente para recoger agua del río, y al beberla hizo entrar en contacto ese semen con su ioni (una palabra que en el impreciso idioma sánscrito significa tanto vulva como vagina y útero) y dio a luz a Agastia.
Según otra versión, Agastia nació en una jarra de ghi (mantequilla freída) donde ellos eyacularon (sin tocarse) debido a los encantos de la ninfa. El semen era tan potente que no necesitó de un útero materno (como sucedió en todas las culturas humanas, los hinduistas autores del Majabhárata desconocían la fisiología de la concepción).
Era de muy corta estatura.
Una leyenda cuenta que tragó él solo el océano de agua salada.
Viajó con su esposa Lopamudrá al Sur de la India, y en el camino obligó a las montañas Vindhia a postrarse ante él.
Conquistó y «civilizó» todas las regiones que visitó.
Escribió acerca de medicina hinduista.
En el «Sauptika Parva» del Majabhárata dice que él fue el maestro de Drona Acharia, y fue quien le dio la más grande de las armas, el brahmastra (que usaron tanto Aryuna como Ashwatthama al final de la batalla de Kuruksetra).

## Estrella Canopus-Agastia
Agastia es también el nombre indio de la estrella Canopus. Se le llama el limpiador de las aguas, ya que su ascenso en el cielo coincide aproximadamente con la época en que se calman las aguas.

## Otro «Agastia» en Keralá
Una leyenda popular en Keralá atribuye a un rey local, Agastia, el desarrollo de la región y la invención de diversas ciencias y tecnologías.
Actualmente algunos investigadores interpretan que el nombre Agastia sería una corrupción del nombre emperador romano Augusto. Es sabido que hubo en Keralá una importante colonia de mercaderes y soldados romanos, y los keralitas se jactaban antaño de poseer el único templo romano en el Asia meridional.